# Pyrus betulifolia
Poirier à feuilles de bouleau
Espèce
Statut de conservation UICN

 LC  : Préoccupation mineure
Pyrus betulifolia, le Poirier à feuilles de bouleau, est une espèce d'arbustes de la famille des Rosaceae.

## Description
Pyrus betulifolia est un poirier sauvage à feuilles caduques native des forêts feuillues du nord et du centre de la Chine et du Tibet. Il peut atteindre 10 mètres de haut dans des conditions optimales. Des épines redoutables (qui sont des tiges modifiées) protègent ses feuilles de la prédation. Ces feuilles étroites et étendues, qui ressemblent à des feuilles de bouleau plus petites, lui donnent son nom spécifique betulifolia, qui signifie « feuille de bouleau ».

## Répartition
Ce taxon se rencontre dans les pays suivants : Chine, Laos.

## Utilisation
Ses petits fruits (5-11 mm de diamètre) sont utilisés comme ingrédients dans des types de vin de riz en Chine et de saké au Japon. Il est utilisé comme porte-greffe pour greffer les variétés populaires de poires asiatiques.

## Systématique
Le nom correct complet (avec auteur) de ce taxon est Pyrus betulifolia Bunge.
Ce taxon porte en français le nom normalisé de « Poirier à feuilles de bouleau ». Il est dénommé birchleaf pear en anglais et tang li en chinois.
Pyrus betulifolia a pour synonymes :
- Aria betulifolia (Bunge) M.Roem.
- Malus betulifolia (Bunge) Wenz.
- Pyrus betulifolia Asch. & Graebn.
- Sorbus betulaefolia (Bunge) S.Schauer
- Sorbus betulifolia (Bunge) Schauer